# Театр-студія ляльок «Маріонетки»
Теа́тр-сту́дія ляльо́к «Маріоне́тки» — студія-театр ляльок у місті Євпаторія (АРК, Україна); міський осередок культури і дозвілля.

## Загальні дані
Театр-студія ляльок «Маріонетки» розташований неподалік від воріт дров'яного базару у євпаторійському середмісті за адресою:
вул. Інтернаціональна, буд. 17, м. Євпаторія (АРК, Україна).

## Історія, репертуар і діяльність
Театр-студія ляльок «Маріонетки» в Євпаторії був організований у 1987 році при дитячому парку Євпаторії. 
Від моменту утворення театр працює з ляльками-маріонетками і є в цьому жанрі єдиним у Криму. Крім маріонеток, актори театру освоїли водіння тантаморесок і ляльок-масок. 
У репертуарі театру вистави для дітей різного віку та дорослих, це, зокрема, казки, шоу-програми за участю ляльок, а також театралізовані розважальні програми. 
Євпаторійський театр-студія ляльок «Маріонетки» — неодноразовий учасник міжнародних фестивалів та ярмарків. Колектив театру часто бере участь у різних святкових заходах, які відбуваються в місті Євпаторії. Нерідко в закладі влаштовують благодійні вистави.

## Виноски
1. ↑  Театр-студія ляльок «Маріонетки» [Архівовано 30 грудня 2010 у Wayback Machine.] на www.crimea-kurort.com (інфо-вебресурс «Крим курортний») [Архівовано 29 грудня 2010 у Wayback Machine.] (рос.)
2. ↑  Театр Ляльок «Маріонетки» [Архівовано 15 жовтня 2011 у Wayback Machine.] на www.evpatoriya.ru (Євпаторійський інфо-вебресурс [Архівовано 14 липня 2011 у Wayback Machine.] (рос.)